# Mario Di Lorenzo
Mario Di Lorenzo (Bra, 1º luglio 1921 – Roma, 1º marzo 2012) è stato un generale italiano di Corpo d'Armata, appartenente alle Truppe alpine di Artiglieria da Montagna.

## Biografia
Ha preso parte alla Seconda Guerra mondiale, ha partecipato ad attività partigiane e alla guerra di Liberazione negli anni ‘40. Ha preso parte a diversi incarichi come Ufficiale di Stato Maggiore negli anni ‘50 e ‘60 e, negli anni ’70, è divenuto Capo di Stato Maggiore della Regione Militare Nord-Est. Sempre negli stessi anni ha comandato il Reggimento Allievi all’Accademia Militare di Modena e la brigata Alpina “Orobica” a Merano. Ha preso parte a diversi ruoli nella Nato presso le sedi di Washington D.C. U.S.A. (Pentagono), Napoli, Bruxelles e Roma.

## Decorazioni e onorificenze[3][4]
- Croci di Guerra al merito

- Medaglia Mauriziana

- Grande Ufficiale O.M.R.I.